# Mon homme (pièce de théâtre)
Pour les articles homonymes, voir Mon homme.
Mon homme est une pièce de théâtre en 3 actes d'André Picard et Francis Carco représentée le samedi 13 mars 1920 au théâtre de la Renaissance.

## Histoire
Mon homme est l'occasion pour l'acteur Noël Roquevert de faire ses premiers pas sur une scène parisienne. Il tient le rôle d'un journaliste.
Roquevert – dont les parents, comédiens ambulants, se sont installés à Douarnenez au début du XXe siècle – y a fait la connaissance de Cora Laparcerie qui dirige, dans les années 1920, le théâtre de la Renaissance.
Maurice Yvain (musique) et Albert Willemetz (paroles) composent la chanson Mon homme dont Mistinguett fera un de ses principaux succès en s'inspirant de cette pièce.